# 七会村 (茨城県西茨城郡)
七会村（ななかいむら）は、茨城県西茨城郡にあった村である。
2005年2月1日に東茨城郡常北町・桂村と合併し、東茨城郡城里町となった。これに伴い、県内で村のまま明治の町村制から平成まで続いた村がなくなった。合併するまで、長い間県内で人口最少の村だった。

## 地理
- 山：鶏足山、花香月山、高取山、八瓶山、高田山
- 河川：藤井川、塩子川、涸沼川、相川

### 隣接していた自治体
- 茨城県
  - 笠間市
  - 常陸大宮市
  - 東茨城郡常北町
  - 東茨城郡桂村
- 栃木県
  - 芳賀郡茂木町

## 歴史

### 沿革
- 1889年（明治22年）4月1日 - 町村制施行に伴い、徳蔵村，塩子村、小勝村、大網村、真端村、上赤沢村、下赤沢村の七村が合併して西茨城郡七会村が成立。これが七会の名の由来であり、その7つの村を合わせた領域が七会村の領域だった。7ヶ村とも七会村なき今も大字として名を残す[1]。
- 2005年（平成17年）2月1日 - 東茨城郡常北町・桂村と合併して東茨城郡城里町が発足。七会村は廃止。これに伴い、県内で明治期の町村制施行で誕生した村が1度も合併をせずに名前を残しているのは五霞町（1996年に町制施行）のみとなった。（村のまま平成の大合併まで存続した村は七会村のみだった）

### 変遷表
| 七会村村域の変遷表 | 七会村村域の変遷表 | 七会村村域の変遷表  | 七会村村域の変遷表 | 七会村村域の変遷表  | 七会村村域の変遷表    | 七会村村域の変遷表 |
| 1868年 以前        | 1868年 以前        | 明治元年 - 明治22年 | 明治22年 4月1日    | 明治22年 - 昭和64年 | 平成元年 - 現在       | 現在               |
| ------------------ | ------------------ | ------------------- | ------------------ | ------------------- | --------------------- | ------------------ |
|                    | 徳蔵村             | 徳蔵村              | 七会村             | 七会村              | 平成17年2月1日 城里町 | 城里町             |
|                    | 塩子村             |                     | 七会村             | 七会村              | 平成17年2月1日 城里町 | 城里町             |
|                    | 小勝村             |                     | 七会村             | 七会村              | 平成17年2月1日 城里町 | 城里町             |
|                    | 大網村             |                     | 七会村             | 七会村              | 平成17年2月1日 城里町 | 城里町             |
|                    | 真端村             |                     | 七会村             | 七会村              | 平成17年2月1日 城里町 | 城里町             |
|                    | 赤沢村             | 明治元年 上赤沢村   | 七会村             | 七会村              | 平成17年2月1日 城里町 | 城里町             |
|                    | 赤沢村             | 明治元年 下赤沢村   | 七会村             | 七会村              | 平成17年2月1日 城里町 | 城里町             |

## 行政
- 村長 阿久津藤男（1987年4月30日〜） 現在は元城里町長(2代目)

## 地域

### 教育
- 中学校
  - 七会村立七会中学校(現在は城里町立常北中学校に統合されている)-現在は施設を改修し、グラウンドを芝生化し、水戸ホーリーホックの練習拠点である城里町七会町民センターになっている。
- 小学校
  - 七会村立東小学校 (2005年の七会村の合併に伴い城里町立七会東小学校、2011年に西小と統合、城里町立七会小学校へ、1990年までは塩子小学校）
  - 七会村立西小学校 (2005年の七会村の合併に伴い城里町立七会西小学校、2011年に東小と統合、城里町立七会小学校へ、1990年までは徳蔵小学校）
  - 七会村立小勝小学校(1990年に塩子小と統合、東小へ）
- 幼稚園
  - 七会村立七会幼稚園 (2005年休園、2011年廃園)

## 交通

### 道路
- 主要地方道
  - 茨城県道39号笠間緒川線
  - 茨城県道51号水戸茂木線
- 一般県道
  - 茨城県道112号阿波山徳蔵線
  - 茨城県道113号真端水戸線
  - 茨城県道225号鶏足山線
  - 茨城県道226号鶏足山片庭線

## 名所・旧跡
- 徳蔵寺
- 修多羅寺
- 仏国寺